# Alexandre Balmer
Alexandre Balmer (* 4. května 2000) je švýcarský profesionální silniční cyklista jezdící za UCI WorldTeam Team Jayco–AlUla.

## Hlavní výsledky

### Silniční cyklistika
2017
Národní šampionát
 vítěz časovky juniorů
3. místo silniční závod juniorů
3. místo La Classique des Alpes Juniors
3. místo Grand Prix L'Échappée
Tour du Pays de Vaud
7. místo celkově
2018
Národní šampionát
 vítěz silničního závodu juniorů
 vítěz časovky juniorů
Driedaagse van Axel
 celkový vítěz
Mistrovství Evropy
 2. místo silniční závod juniorů
5. místo časovka juniorů
2. místo Trofeo Buffoni
Mistrovství světa
4. místo silniční závod juniorů
Tour du Pays de Vaud
4. místo celkově
2019
Národní šampionát
5. místo časovka do 23 let
2020
Národní šampionát
 vítěz časovky do 23 let
2021
3. místo Giro del Belvedere
Giro della Valle d'Aosta
8. místo celkově
Mistrovství Evropy
8. místo časovka do 23 let
Alpes Isère Tour
9. místo celkově
 vítěz soutěže mladých jezdců
2022
9. místo Maryland Cycling Classic
9. místo Giro del Veneto
2023
8. místo Maryland Cycling Classic

### Horská kola
2017
Mistrovství Evropy
 2. místo cross-country juniorů
2018
Mistrovství světa
 vítěz týmové štafety
 vítěz cross-country juniorů
Mistrovství Evropy
 vítěz cross-country juniorů
2020
UCI Under-23 World Cup
2. místo Nové Město I
Mistrovství světa
 3. místo týmová štafeta